# Georges Prouvost
Georges Prouvost (né et mort à des dates inconnues) est un joueur de football français, qui évoluait au poste de milieu de terrain.
Après guerre, Prouvost réside à Monaco et est rapporteur délégué du Monaco-Sports.